# داستان کارآگاهی (فیلم ۲۰۰۷)
داستان کارآگاهی (ژاپنی: 探偵物語) (انگلیسی: Detective Story) فیلمی در ژانر جنایی به کارگردانی تاکاشی میکه است که در سال ۲۰۰۷ منتشر شد. از بازیگران آن می‌توان به کلود مکی اشاره کرد. داستان فیلم در مورد یک هنرمند است که مرتکب قتل‌های زنجیره‌ای مرموزی می‌شود.